# Heerbach (Aschaff)
Der Heerbach ist ein periodischer rechter Zufluss der Aschaff im Landkreis Aschaffenburg im bayerischen Spessart.

## Geographie

### Verlauf
Der Heerbach entspringt im Wald am Südwesthang des 412 m ü. NHN hohen Hockenbuckels auf Bessenbacher Gemarkung, zwischen Steiger im Nordwesten und Waldaschaff etwas näher im Südosten. Er fließt in südwestliche Richtung und mündet, nachdem er ein Gewerbegebiet neben der dieses erschließenden Straße Am Heerbach durchzogen hat, am nordwestlichen Gemarkungsrand von Waldaschaff, als deren erster Zufluss in die Aschaff.

### Flusssystem Aschaff
- Liste der Fließgewässer im Flusssystem Aschaff

## Einzelnachweise

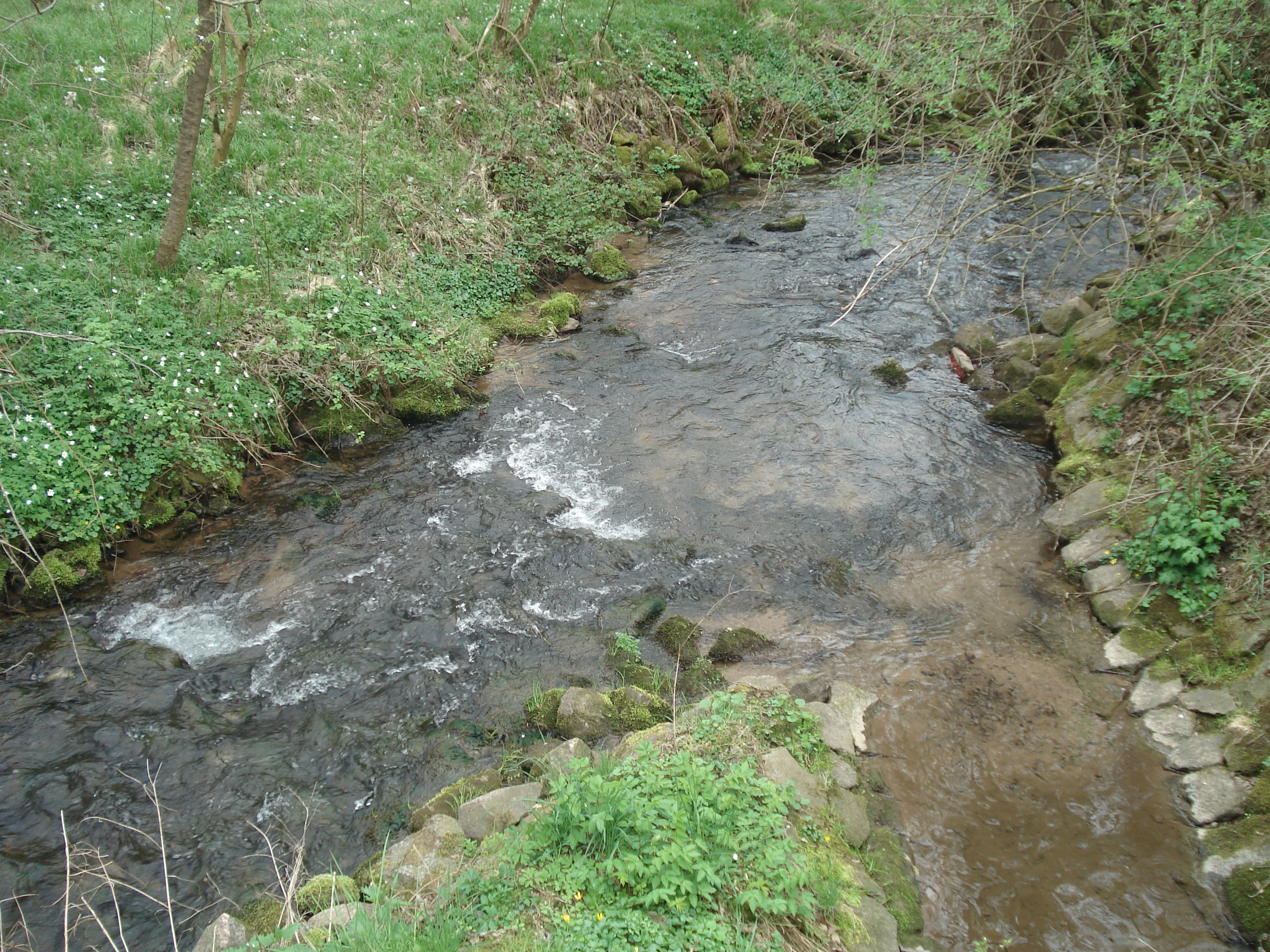
Der Heerbach (vorne rechts) mündet in die Aschaff